# Mme Riviere’s Hawaiians
Mme Riviere’s Hawaiians, auch als Mme Riviere’s Serenaders und als Mme Riviere's Moe Family bekannt, war eine US-amerikanische Hawaiian-Gruppe.

## Karriere
Die Gruppe wurde Anfang der 1920er Jahre von der Französischprofessorin Madame Claude Riviere in Honolulu, Hawaii, gegründet. Riviere interessierte sich bereits lange Zeit für polynesische Musik, hatte sie doch auf Tahiti, Samoa, Tonga, Neuseeland und verschiedenen weiteren Inseln gelebt. 1927 öffnete sie ihr großes Haus für Touristen und ließ lokale Musiker dort auftreten, wie beispielsweise Gitarrist Tau Moe und dessen Onkel Pulu. Als ein Mix aus tahitischer, samoanischer und hawaiischer Musik gilt Madame Rivieres Show als erste reguläre polynesische Show in Honolulu. 
Die Show der Truppe, die auch drei Onkel von Tau Moe einschloss, bestand aus Hawaiian-Musik, verschiedenen Tänzen aus diesem Bereich, Samoakultur und verschiedenen Ritualen. Am 28. Dezember 1927 verließ Rivieres Show Hawaii, um einen Karneval auf den Philippinen zu eröffnen und anschließend auf Tournee zu gehen. Auch Irene Wests Royal Hawaiian Troupe war auf dieser Tournee, die beide vor allem in den asiatischen Raum führten (sie traten unter anderem in Hongkong, Shanghai und Singapur auf). Noch 1927 hatte man für Columbia Records einige Platten eingespielt.
1932 trafen Riviere und Tau Moe auf Mahatma Gandhi. Das Treffen wurde durch Rivieres weitläufige Kontakte zur intellektuellen Oberschicht arrangiert. Während die Show in Indien gastierte, überredete ein Verkäufer Riviere, einen ganzen Karneval zu übernehmen. Das Unternehmen forderte Rivieres ganze Aufmerksamkeit, sodass Tau Moes Onkel Pulu und die anderen Musiker der Show sich Ernest Ka'ai aus Ceylon, Sri Lanka, anschlossen. Rivieres Karneval erwies sich jedoch schnell als Fehlinvestition, da der vorherige Besitzer verstorben war und große Schulden hinterließ. Die Regierung beschlagnahmte den Karneval, wodurch Riviere vollkommen mittellos ohne Show und ohne Karneval dastand. Tau Moe und seine Frau Rose standen ihr bei, bis Riviere eine Anstellung beim französischen Konsulat in Shanghai fand. Während Tau Moe durch die ganze Welt tourte, ist Rivieres weiterer Verbleib ungeklärt.

## Diskographie
- 1929: Mama E / He Aloha No O Honolulu
- 1929: Ellis March / Fort Street
- 1929: Paahana Hula / Lei I Ka Mokihana[2]